# H̄
La H con macrón (Mayúscula: H̄ minúscula: h̄), es una grafema utilizado en algunas romanizaciones ISO 233-1 de la escritura árabe, la romanización ISO 11940 del tailandés y en la romanización del alfabeto Kharoshthi. Esta es la letra H diacrítica con un macrón.

## Uso
En la romanización ISO 233-1 de la Escritura árabe, 'h̄' translitera ḥā en šaddah «'هّ'», siendo transliterados el ḥāʾ y el šaddah con la h y el šaddah con el macron arriba.

## Codificación
La H con macrón se puede representar en Unicode con los siguientes caracteres:
| forma     | representación | Puntos de código | descripción                         |
| --------- | -------------- | ---------------- | ----------------------------------- |
| Mayúscula | H̄              | U+0048 U+0304    | Letra mayúscula latina h con macrón |
| minúscula | h̄              | U+0068 U+0304    | Letra minúscula latina h con macrón |